# اسوالدو سوریانو
اسوالدو سوریانو (به انگلیسی: Osvaldo Soriano) (۶ ژانویهٔ ۱۹۴۳ – ۲۹ ژانویهٔ ۱۹۹۷) روزنامه‌نگار، نویسنده و فیلم‌نامه‌نویس اهل آرژانتین بود. سوریانو در مار دل پلاتا، آرژانتین به دنیا آمد. او از همان ابتدا در سال ۱۹۷۱ زمانی که سردبیر Jacobo Timerman روزنامه را تأسیس کرد، به عنوان نویسنده در La Opinión مشغول به کار شد. La Opinión با سیاست مترقی آغشته بود و به زودی تلاشی برای از بین بردن نفوذ چپ در داخل روزنامه انجام شد. پس از شش ماه که هیچ‌یک از مقالاتش منتشر نشد، سوریانو شروع به نوشتن داستانی کرد که در آن شخصیتی به نام اسوالدو سوریانو زندگی بازیگر انگلیسی استن لورل را بازسازی می‌کند.
این اثر به اولین رمان او تبدیل شد، Triste, solitario y final (غمگین، تنها و نهایی)، یک تقلید مسخره آمیز مالیخولیایی در لس آنجلس با کارآگاه تخیلی مشهور فیلیپ مارلو به عنوان بازرس مشترک او. چند ماه پس از انتشار رمانش بود که از شهر آمریکا دیدن کرد و در واقع کنار قبر استن لورل ایستاد و نسخه ای از کتابش را در آنجا گذاشت. این کتاب لحن بسیاری از آثار دیگر او را تعیین کرد: استفاده از حقایق واقعی به عنوان پس‌زمینه داستان‌هایش، ماهیت متناقض و شکنجه‌آمیز شخصیت‌های اصلی، سیاست مترقی به عنوان عنصر اصلی داستان‌ها.
مدت کوتاهی پس از کودتای Reorganización Nacional در آرژانتین در سال ۱۹۷۶، او مجبور شد از ترس امنیت فیزیکی خود ابتدا به بروکسل (جایی که با همسرش کاترین ملاقات کرد) و سپس به پاریس، جایی که در آنجا زندگی می‌کرد، نقل مکان کرد. تا سال ۱۹۸۴ تبعید شد. زمانی که در فرانسه بود، با خولیو کورتازار دوست شد، که با او تجربه کوتاه مدت مجله ماهنامه Sin censura را پایه‌گذاری کرد. پس از سقوط حکومت نظامی، او به بوئنوس آیرس بازگشت و انتشار کتاب‌هایش با موفقیت بزرگی همراه بود، نه تنها در آمریکای جنوبی، بلکه در ایتالیا و چندین کشور دیگر که ترجمه و انتشار آثارش آغاز شد.
سوریانو در کتاب‌های خود موفق شد تجربیات خود را به عنوان یک فعال دموکراتیک و به عنوان یک منتقد قوی خشونت اعمال شده توسط دولت‌های مرتجع با طنز فوق‌العاده ای در هم آمیزد. او که هم عاشق فوتبال (فوتبال) و هم فیلمبرداری بود، اغلب در کارهایش از هر دو تقدیر می‌کرد. سوریانو یکی از طرفداران شناخته شده سان لورنزو بود و با پاپ فرانسیس آرژانتینی در آن وابستگی مشترک داشت.
پس از مرگ او در بوئنوس آیرس در سال ۱۹۹۷ به دلیل سرطان ریه، او در قبرستان لا چاکاریتا در بوئنوس آیرس به خاک سپرده شد. آثار او از آن زمان تاکنون حداقل به پانزده زبان مختلف ترجمه شده است و الهام بخش کارگردانان و تهیه‌کنندگان فیلم در آثار داستانی و مستند بر اساس رمان‌ها و تجربه زندگی او بوده است.